# Lankascincus taylori
Lankascincus taylori là một loài thằn lằn trong họ Scincidae. Loài này được Greer mô tả khoa học đầu tiên năm 1991.